# Syowa

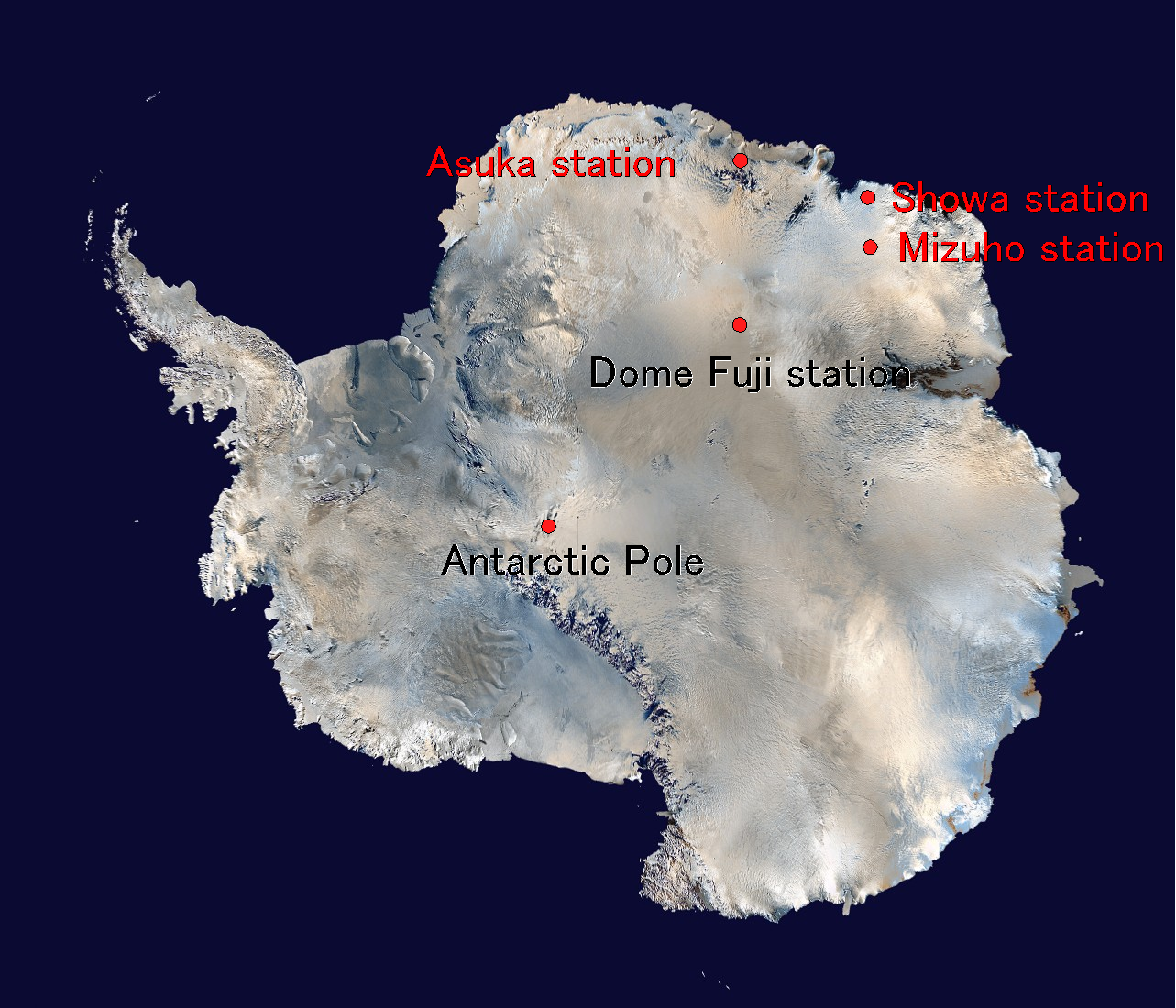
Japans forskningsstationer i Antarktis

Syowa (japanska: 昭和基地, hepburn: Shōwa Kichi, engelska: Showa Station) är Japans största och enda permanenta forskningsstation i Antarktis. Den ligger på ön Ongul i Lützow-Holmbukten i östra delen av Dronning Maud Land. Stationen byggdes i samband med det Internationella geofysiska året 1957 och är uppkallat efter Shōwaperioden (1926-1989) som är namnet på den japanska kejserliga perioden då den skapades. 
Vid och på Syowa bedrivs bland annat forskning inom meteorologi, seismologi, gravimetri, oceanografi, glaciologi, geologi, geografi, biologi, medicin och atmosfäriska studier. Forskningsstation fungerar även som logistisk bas för de japanska forskningsstationerna Mizuho och Dome Fuji. Syowa består av 47 byggnader med en sammanlagd areal av 6400  m² och kan hysa 110 personer under sommaren och 40 personer under vintern.

## I populärkulturen
- Syowastationen är den antarktiska destinationen för huvudpersonerna i Sora yori mo Tōi Basho,[3] en animerad japansk TV-serie från 2018.
- Monstret Ghidorah är lokaliserad till basen – kallad "Utpost 32" – i år 2019:s film Godzilla: King of the Monsters.